# Однокласник (журнал)
Однокласник або ОК — щомісячний ілюстрований українськомовний журнал для підлітків.

## Історія
«Однокласник» є найстарішим дитячим журналом України. Безперервно виходить з жовтня 1923 року. Його назва неодноразово змінювалася: спочатку журнал називався «Червоні квіти», а після об'єднання з виданням для молодших школярів «Більшовиченятко» перейменовано у журнал «Піонерія», який з січня 1991 року перейменовано в журнал «Однокласник».

Обкладинка журналу «Червоні квіти» №1(1), 1923 рік
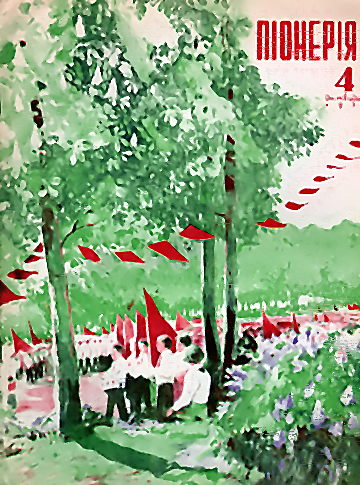
Обкладинка журналу «Піонерія» №4,1935 рік
Обкладинка журналу «Піонерія» №6, 1940 рік
Обкладинка журналу «Піонерія» №11, 1989 рік
Обкладинка журналу «Однокласник» №9(815), 1991 рік

За весь час існування журналу на сторінках надруковано багато творів відомих українських письменників та журналістів: Миколи Трублаїні, Віктора Близнеця, Всеволода Нестайка, Григора Тютюнника, Михайла Стельмаха, Бориса Олійника, Оксани Забужко, Братів Капранових, Богдана Жолдака, Михайла Слабошпицького, Петра Яковенко, Олени Голуб, Юрія Андруховича, Олександра Ірванця, Юрка Позаяка, Сергія Оксеника, Галини Малик.

## Тематика
В «Однокласнику» поєднують освітню, пізнавальну та розважальну тематики. Значну частину друкованого видання займають статті активних читачів. У журналі неодноразово проводили конкурси серед читачів, найпопулярнішим з яких став «Твій погляд» — серед юних журналістів у номінаціях «Текст» і «Фото».

## Головні редактори
- Затонський Володимир Петрович — з 1923 р. по 1925 р.
- Шинкарук Борис Федорович — з 1982 р. по 1984 р.
- Чирков Сергій Миколайович — з 1984 р. по 2003 р.
- Іванюк Сергій Семенович — з 2006 р. по 2018 р.
- Степанчук Наталія Володимирівна — з 2018 по 2022 р.
- Фролов Тарас Олександрович — з 2023 р.

## Цікаві факти
- На обкладинці журналу «Піонерія» №6/1940 зображено танок хлопця і дівчина в українському народному вбранні.[5]
- У випуск №9(815)/1991 було вкладено міні-книжечку про статеве дозрівання для підлітків.[6]
- На обкладинці випуску №3/2022 — Сергій Жадан і гурт Жадан і Собаки.
- Першу версію сайту журналу (odnoklasnyk.org.ua) розробив і оформив Богдан Гдаль до 2008 року, у 2011 році сайт було переоформлено і прибрано інформацію про розробника, а з січня 2012 року сайт було русифіковано і на сайті публікувалися статті лише російською мовою; після вересня 2018 року сайт припинив своє існування, а адресу сайту було неодноразово перекуплено.[7] Новий сайт з доменним ім'ям .org було запущено у 2022 році.[8]